# Garde impériale (Russie)
Pour les articles homonymes, voir Garde impériale.

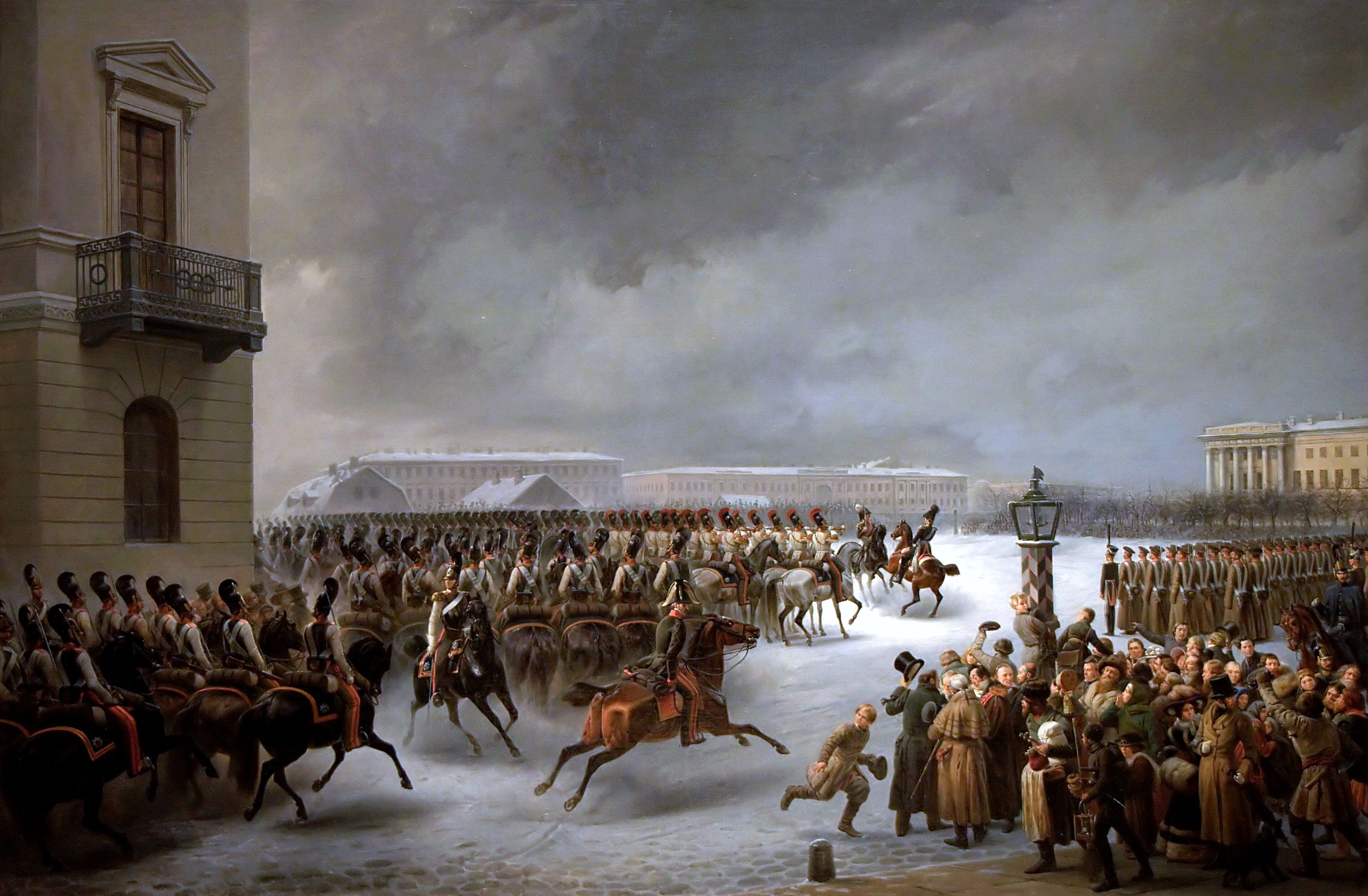
Attaque du carré des décabristes par le régiment des gardes à cheval de la garde impériale le 14 décembre 1825, tableau de Vasili Timm.

La garde impériale était chargée de la protection personnelle du tsar de toutes les Russies. Elle est créée en 1700 par Pierre Ier.
Formée de soldats d’élite de l'armée impériale russe, de stature et de force au-dessus de la moyenne, elle était également utilisée comme réserve sur le champ de bataille. Elle est appelée en russe Ле́йб-гва́рдия (Leïb-gvardia, calque de l'allemand Leib-Garde, garde du corps). Elle rassemble des unités d’élite servant de garde personnelle à l’empereur de Russie.

## Histoire

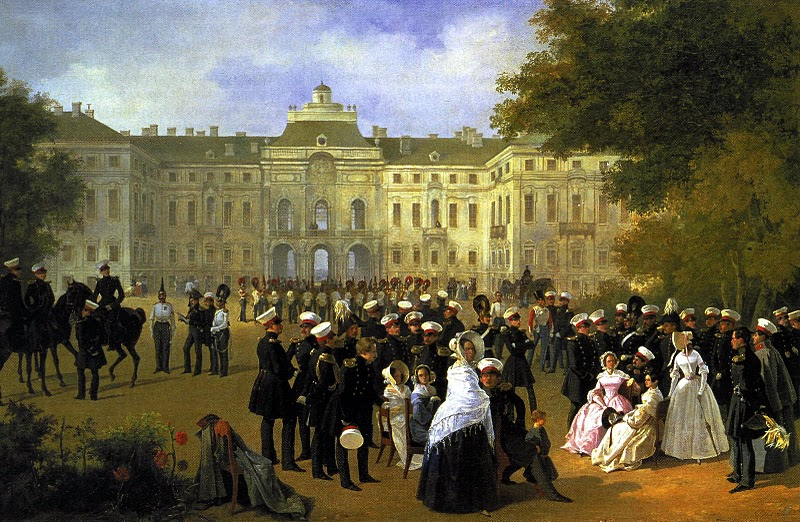
Réception au palais Constantin.

Son origine remonte à la création des soldats dits « de divertissement », avec lesquels Pierre Ier s’entraînait dans les années 1680. C’est en 1683 qu’il mit sur pied les deux premiers régiments d’infanterie de la garde : ceux de Préobrajensky et de Sémionovsky qui participèrent à la prise d’Azov en 1696, et formèrent officiellement la garde impériale en 1700, avant l’entrée en guerre (guerre du Nord, de 1700 à 1721).
Les officiers des régiments Préobrajensky et Sémionovsky prirent part aux révolutions de palais des impératrices Élisabeth et Catherine la Grande.
La tsarine Anne était impopulaire au sein de la garde de Pierre le Grand, et lorsqu’elle accéda au trône, Burckhardt von Münnich, son ministre de la Guerre, créa deux régiments qui lui étaient tout dévoués : un régiment d’infanterie, le régiment Izmaïlovski, nommé d’après un village proche de Moscou où se trouvait le manoir familial de l’impératrice, et un régiment de cavalerie, le régiment des dragons de la garde de Menchikov, très vite renommé régiment des gardes du corps à cheval ; cette dernière unité était destinée à rassembler tous les anciens officiers de la garde à cheval de Pierre Ier, qui ne remplissaient jusqu’alors, et de manière temporaire, que des fonctions honorifiques. Cette unité fut la première, depuis le règne de Pierre le Grand, à porter la cuirasse. 
Catherine la Grande, impératrice de 1762 à 1796, créa le corps des chevaliers-gardes, composé de soixante hommes et destinés à un emploi purement honorifique et cérémonial. Elle augmenta la garde de trois nouvelles unités: un escadron de hussards et deux sotnias de cosaques, qui, réunis, formèrent le Corps des Hussards et Cosaques de la Cour Impériale. En outre elle adjoignit au régiment Izmaïlovsky une école pour les enfants des officiers de la garde.
Successivement, des régiments de dragons, hussards et cosaques sont ajoutés à la garde, ainsi que l’équipage de la garde (escadre navale), et le bataillon de tireurs d’élite finlandais, qui rejoint la vieille garde en 1879. Lors de la Première Guerre mondiale, elle constitue une armée à part entière (Armée de la garde) avec trois divisions d’infanterie et deux de cavalerie en 1914.

## Unités

### Infanterie
- 1683 : Régiment Semionovsky (лейб-гвардии Семёновский полк), l’un des deux plus anciens, créé vers 1680
- 1683 : Régiment Préobrajensky (лейб-гвардии Преображенский полк), l’un des deux plus anciens, créé vers 1680
- 1730 : Régiment Izmaïlovski (лейб-гвардии Измайловский полк), créé en 1730
- 1796 : Régiment des chasseurs de la garde (лейб-гвардии Егерский полк), passé du statut de bataillon (créé en 1796) à celui de régiment en 1806
- 1796 : Régiment de la garde Pavlovski (лейб-гвардии Павловский полк) passé du statut de bataillon à celui de régiment en 1813
- 1799 : 3e régiment d’infanterie de la garde de Sa Majesté (лейб-гвардии 3-й стрелковый Его Величества полк), créé à partir de 1799
- 1811 : Régiment de la garde Moskovski, (лейб-гвардии Московский полк) formé à partir de 2 bataillons du Régiment Litovski (régiment de Lituanie) en 1817
- 1811 : Régiment de la garde Finliandski (лейб-гвардии Финляндский полк), formé comme bataillon en 1808, régiment en 1811
- 1811 : Régiment de la garde Litovski (лейб-гвардии Литовский полк), formé en 1811
- 1813 : Régiment de la garde de Kexholm (лейб-гвардии Кексгольмский полк), dont les origines remontent à 1710
- 1817 : Régiment Volynski (лейб-гвардии Волынский полк), créé à partir du régiment de la garde Finliandski
- 1831 : Régiment des grenadiers de la garde (лейб-гвардии Гренадерский полк), dont les origines remontent à 1756
- 1855 : 4e régiment d’infanterie de la garde de la famille impériale (лейб-гвардии 4-й стрелковый Императорской Фамилии полк), créé à partir de 1855
- 1856 : 1er régiment d’infanterie de la garde de Sa Majesté (лейб-гвардии 1-й стрелковый Его Величества полк), créé en 1856
- 1856 : 2e régiment d’infanterie de la garde Tsarskoselski (лейб-гвардии 2-й стрелковый Царскосельский полк), créé en 1856
- 1857 : Régiment de Saint-Pétersbourg (Лейб-гвардии Санкт-Петербургский полк), dont les origines remontent à 1726

### Cavalerie

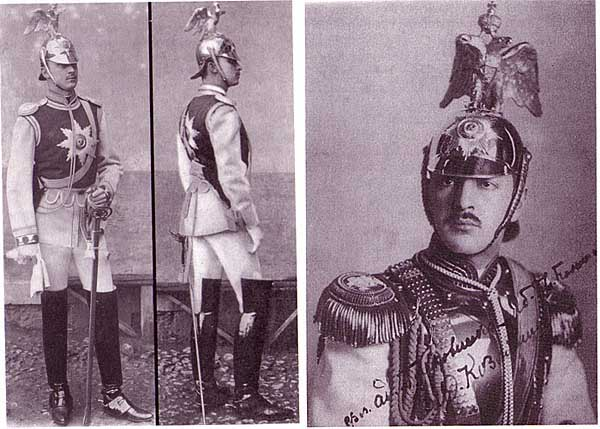
Uniforme d’un chevalier-garde.

- Régiment des chevaliers-gardes (Кавалергардский полк, formé exclusivement de nobles), compagnie créée dès 1724, régiment en 1799, devenu une brigade en 1914
- Régiment de la garde à cheval (Лейб-гвардии Конный полк), créé en 1730
- Régiment de hussards de la garde impériale (лейб-гвардии Гусарский Его Величества полк), créé en 1796, avec deux escadrons de cosaques
- Régiment de cosaques de la garde impériale (лейб-гвардии Казачий Его Величества полк), créé en 1798
- Régiment de dragons de la garde impériale (лейб-гвардии Драгунский полк), créé en 1809
- Régiment de uhlans de la garde impériale (лейб-гвардии Уланский полк), créé en 1809
- Régiment des cuirassiers de la garde impériale (лейб-гвардии Кирасирский Его Величества полк), incorporé à la garde en 1813 pour sa bravoure

### Unités spécialisées
- Équipage de la garde impériale (1810)
- Bataillon de génie de la garde impériale (1812)
- Bataillon d’instruction
- Artillerie à pied
- Artillerie à cheval